# Caciomorpha susua
Caciomorpha susua är en skalbaggsart som först beskrevs av Martins och Maria Helena M. Galileo 1996.  Caciomorpha susua ingår i släktet Caciomorpha och familjen långhorningar. Inga underarter finns listade.